# Cattedrali in Senegal
Questa è una lista delle cattedrali in Senegal.

## Cattedrali cattoliche

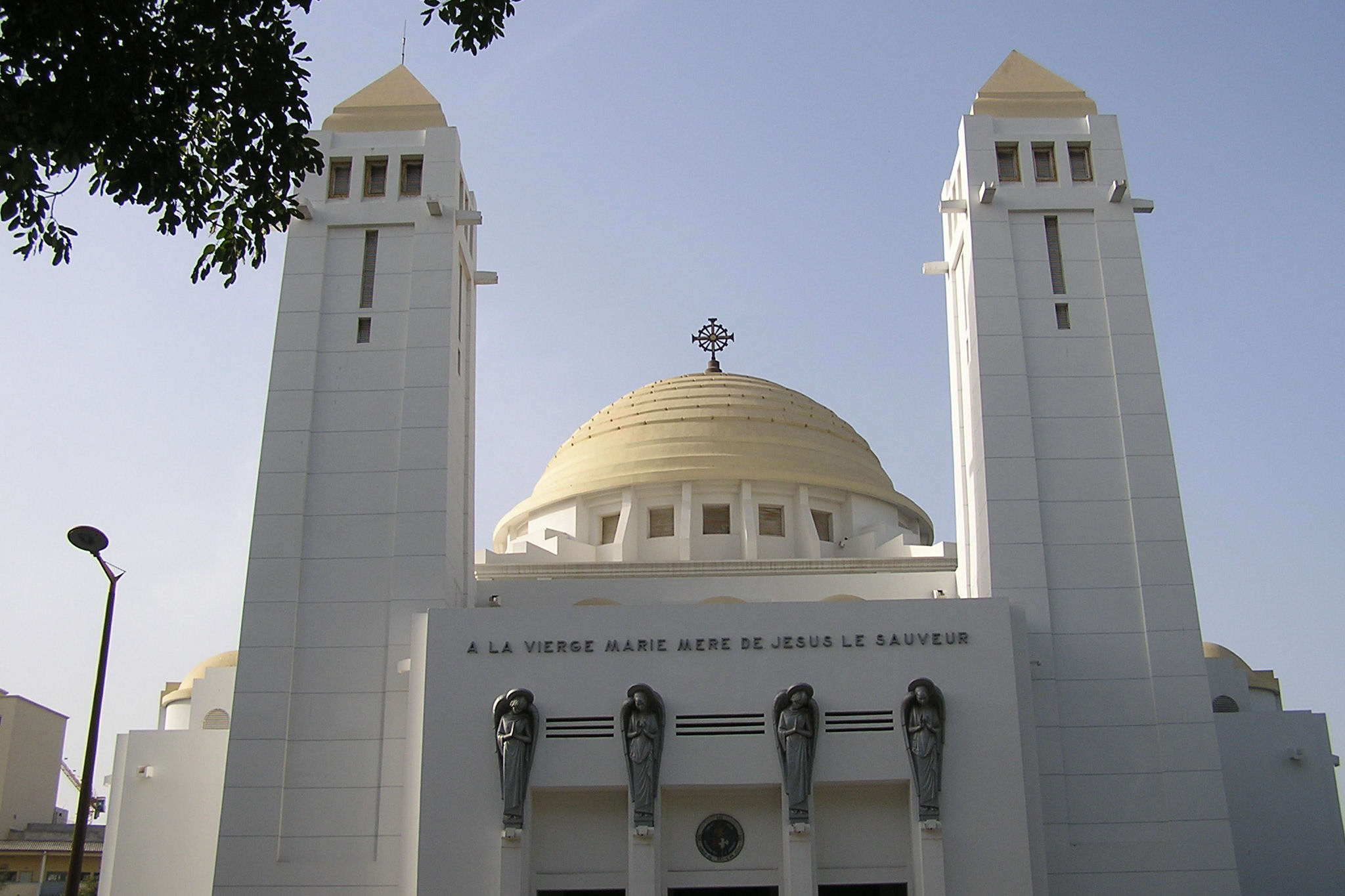
Cattedrale di Dakar

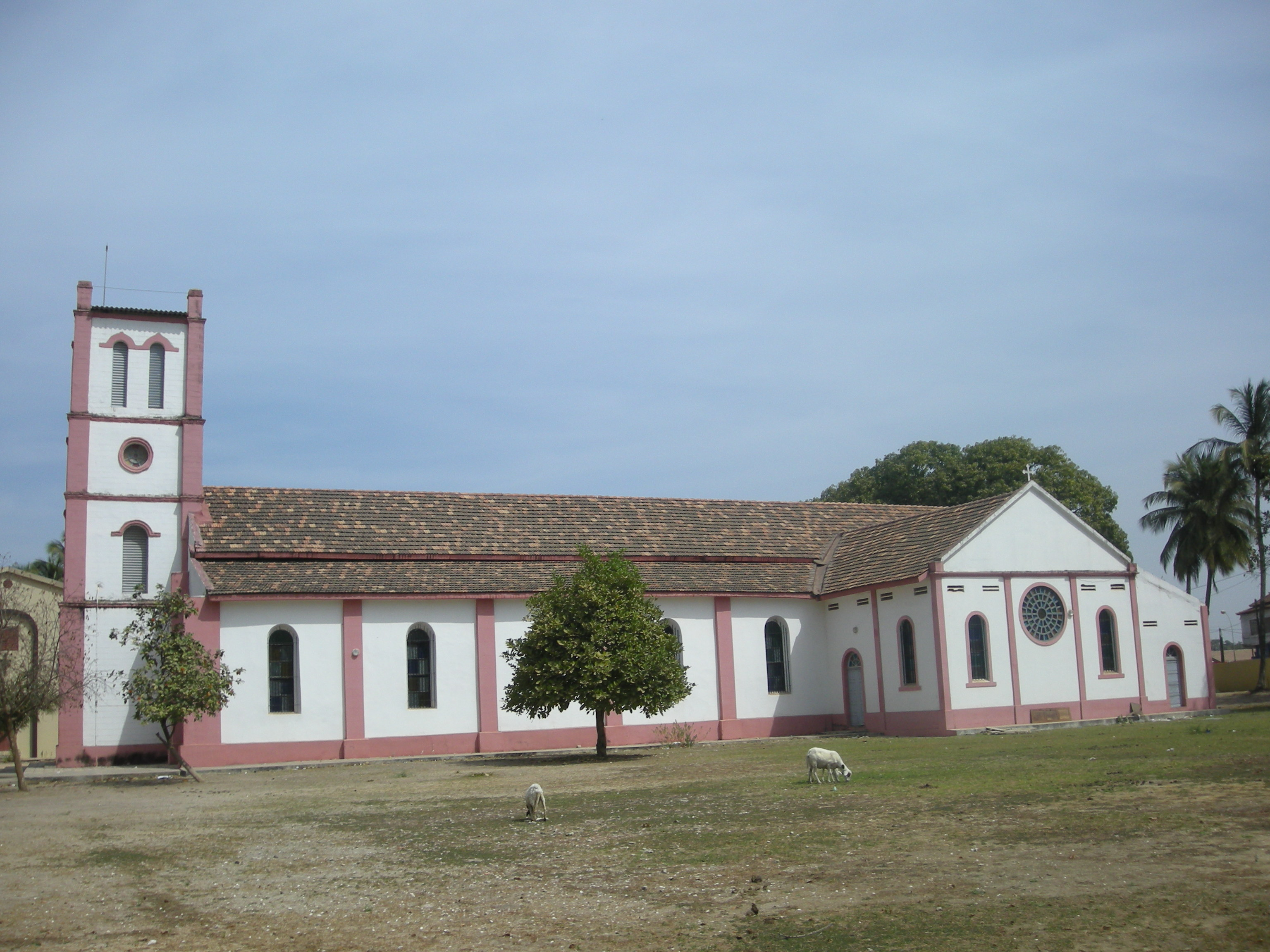
Cattedrale di Ziguinchor

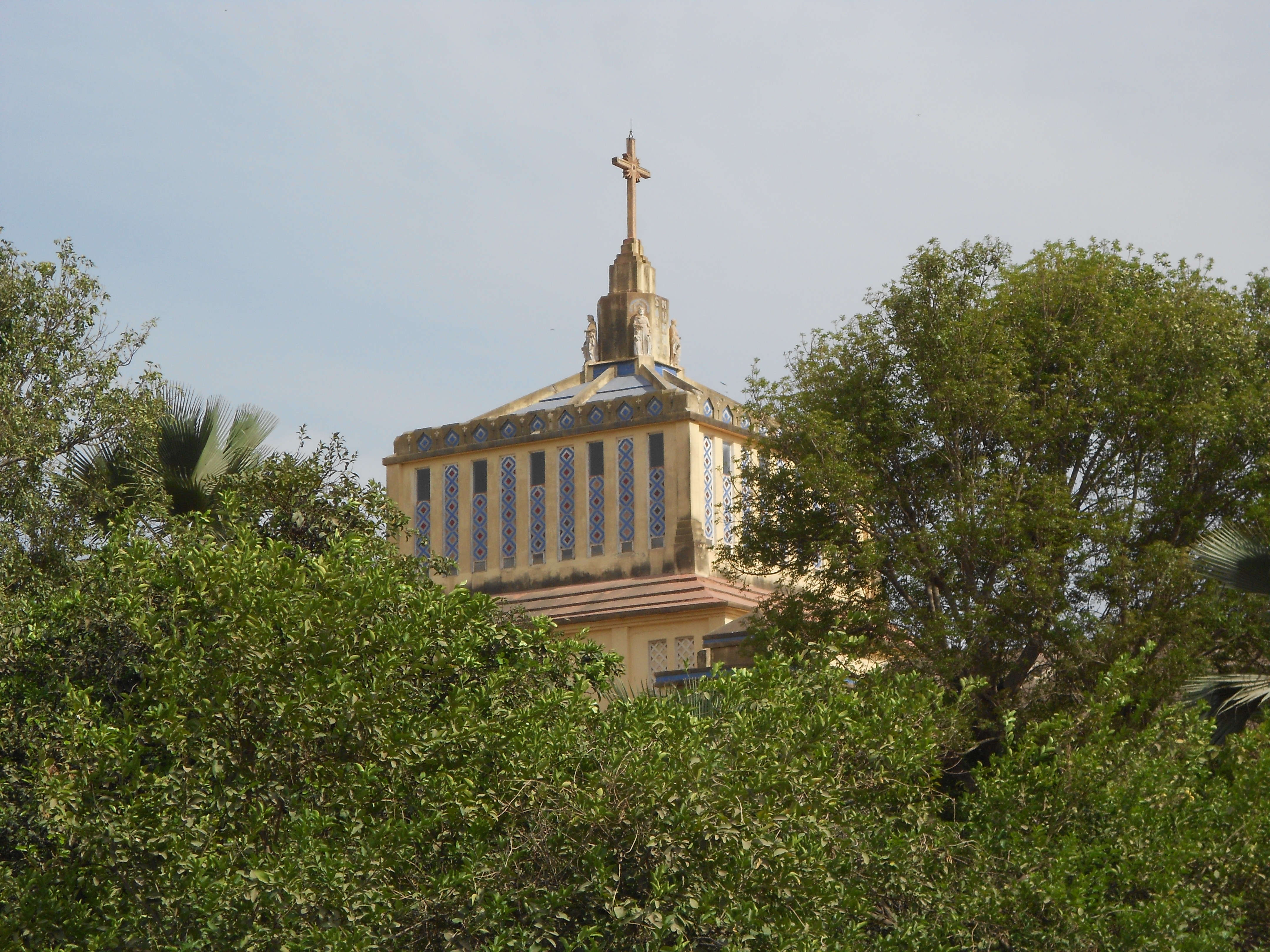
Cattedrale di Sant'Anna

| Cattedrale                                  | Arcidiocesi o Diocesi             | Località    |
| ------------------------------------------- | --------------------------------- | ----------- |
| Cattedrale di Nostra Signora delle Vittorie | Arcidiocesi di Dakar              | Dakar       |
| Cattedrale di San Teofilo                   | Diocesi di Kaolack                | Kaolack     |
| Cattedrale di Nostra Signora delle Vittorie | Diocesi di Kolda                  | Kolda       |
| Cattedrale di San Luigi                     | Diocesi di Saint-Louis du Sénégal | Saint-Louis |
| Cattedrale di Maria Regina dell'Universo    | Diocesi di Tambacounda            | Tambacounda |
| Cattedrale di Sant'Anna                     | Diocesi di Thiès                  | Thiès       |
| Cattedrale di Sant'Antonio di Padova        | Diocesi di Ziguinchor             | Ziguinchor  |